# Вулиця Карла Звіринського
Ву́лиця Карла Звіринського — вулиця у Галицькому районі, в місцевості Цитадель. Сполучає вулиці Грабовського та Колесси.

## Історія
У середині XIX століття мала назву Убогих бічна або Святого Лазаря бічна, бо пролягала вздовж муру шпиталю святого Лазаря. З 1870 року (за іншими джерелами — з 1871 року) мала назву Ходоровського, на честь львівського стольника і мецената Івана Ходоровського з Берездівців, який у 1457 році подарував для утримання шпиталю Святого Духа три села: Бовшів, Могилище та Лучани, а також був одним з учасників оборонного союзу (конфедерації) руської шляхти та міста Львова, укладеного 1464 року проти сваволі королівських намісників з родин Одровонжів та Бучацьких. За часів німецької окупації вулиця мала назву Горнунґштрассе. У липні 1944 року повернена передвоєнна назва вулиці і вже у 1946 році перейменована на Венеціанова, на честь російського живописця Олексія Венеціанова, який брав активну участь у звільненні Тараса Шевченка з кріпацтва. Сучасну назву, на честь українського педагога та живописця Карла Звіринського, вулиця отримала 18 серпня 2022 року.

## Забудова
З непарного боку вулиці Карла Звіринського, під № 9, 11, 13 розташовано три триповерхових чиншових кам'яниці, які постали у стилі класицизму в 1890-х роках на місці колишнього маєтку київських воєвод Потоцьких. Трошки нижче, за будівлею дошкільного навчального закладу ясла-садка № 21 «Віночок», видніється триповерховий будинок споруджений наприкінці XIX століття (давня адреса — вул. Ходоровського, 3). У 1901 році він був придбаний відомим українським оперним співаком та меценатом Олександром Мишугою. Цей будинок був власністю акційної спілки Івана Левинського. Згодом керівництво спілки передало приміщення на вигідних умовах товариству «Українська ремісничо-промислова бурса» у Львові, яке діяло тут до 1939 року. Нині такої адреси не існує, а будинок має № 1 та приписаний до вулиці вул. Грабовського. Закінчується непарний бік вулиці житловим дев'ятиповерховим будинком під № 15, зведеним у 1968 році за проєктом архітектора Олега Радомського. На місці дев'ятиповерхівки до війни стояло декілька невеликих садибних будиночків (давня адреса — вул. Вроновських, 18—24), які належали митрополитові Андрею Шептицькому, Греко-католицькій Митрополії, а також монастирю Успенської Унівської лаври Студійського уставу.
З парного боку, розташовано два одноповерхових будинки під № 6, 8, зведених у XIX столітті. Під № 10 ще одна триповерхова класицистична чиншова кам'яниця, зведена у 1890-х роках. Закінчується забудова з парного боку вулиці Карла Звіринського наріжною кам'яницею під № 12, яка постала у стилі польського функціоналізму у 1930-х роках разом з будинками на вулиці Філарета Колесси, 28, 30.

## Галерея

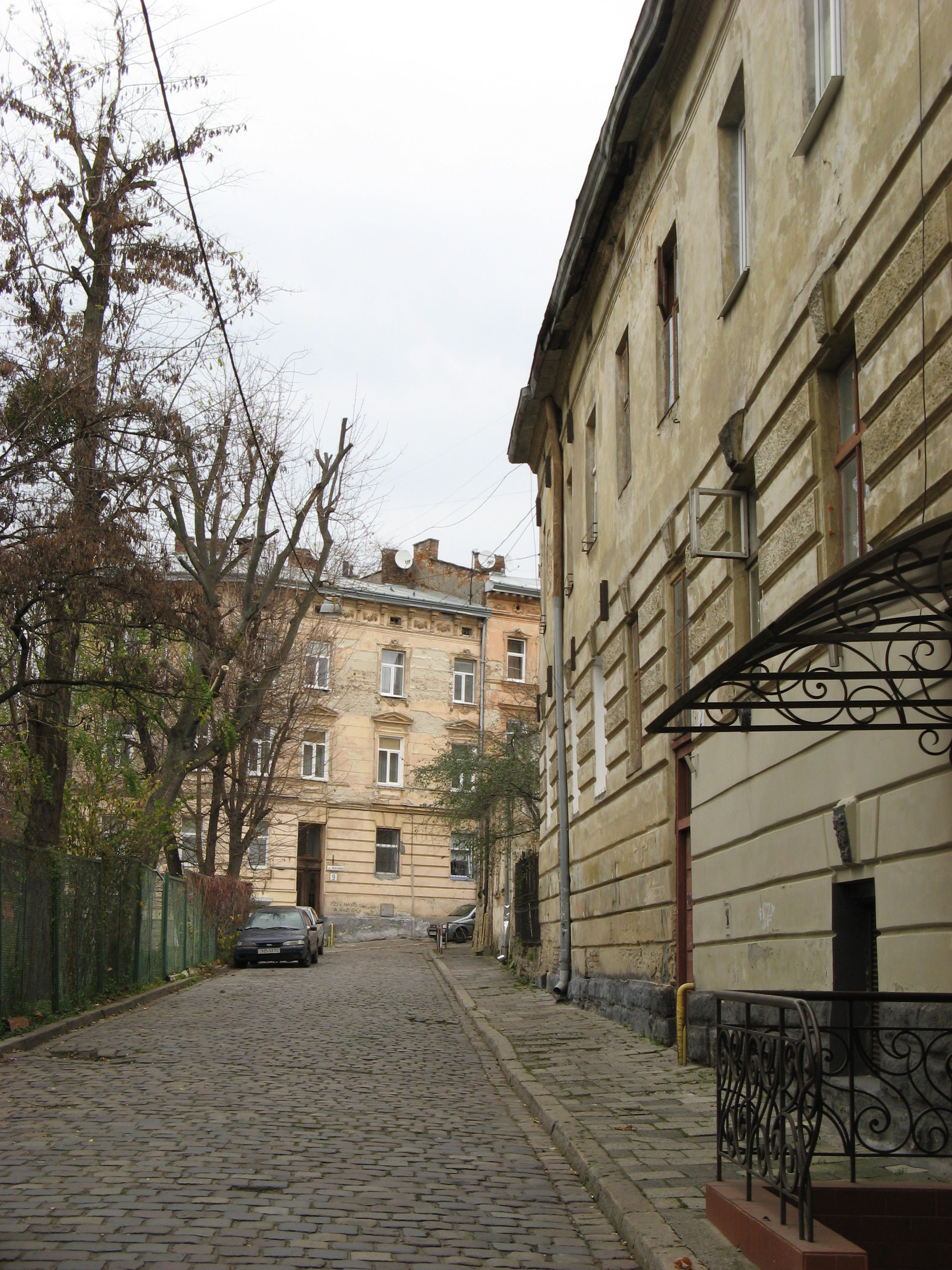
Вигляд на вул. Звіринського від вул. Грабовського